# Boukary Dramé
Boukary Dramé (Villepinte, Francia, 22 de julio de 1985), futbolista senegalés. Juega de defensa y su primer equipo fue Paris Saint-Germain. 
En la temporada 2008-09 fue cedido por su club a la Real Sociedad de Fútbol, entonces es la Segunda división española. Sin embargo su aportación al equipo vasco fue mínima ya que solo disputó 2 partidos oficiales con la Real Sociedad, sin lograr en ningún momento hacerse un hueco en el equipo. Fueron 1 partido completo de Liga y 1 de Copa del Rey. Al finalizar la temporada, retornó a su club de origen.

## Selección nacional
Ha sido internacional con la Selección de fútbol de Senegal, ha jugado 3 partidos internacionales.

## Clubes
| Club                 | País    | Año       | PJ | Goles |
| -------------------- | ------- | --------- | -- | ----- |
| París Saint-Germain  | Francia | 2005-2007 | 28 | 0     |
| FC Sochaux           | Francia | 2007-2008 | 59 | 2     |
| Real Sociedad        | España  | 2008-2009 | 1  | 0     |
| FC Sochaux           | Francia | 2009-2011 |    |       |
| Chievo Verona        | Italia  | 2011-2014 | 66 | 2     |
| Atalanta             | Italia  | 2014-2018 | 64 | 0     |
| S.P.A.L.             | Italia  | 2018      | 5  | 0     |
| Paganese Calcio 1926 | Italia  | 2019-2020 | 6  | 0     |